# Hydata satisfacta
Hydata satisfacta là một loài bướm đêm trong họ Geometridae.